# 파이데

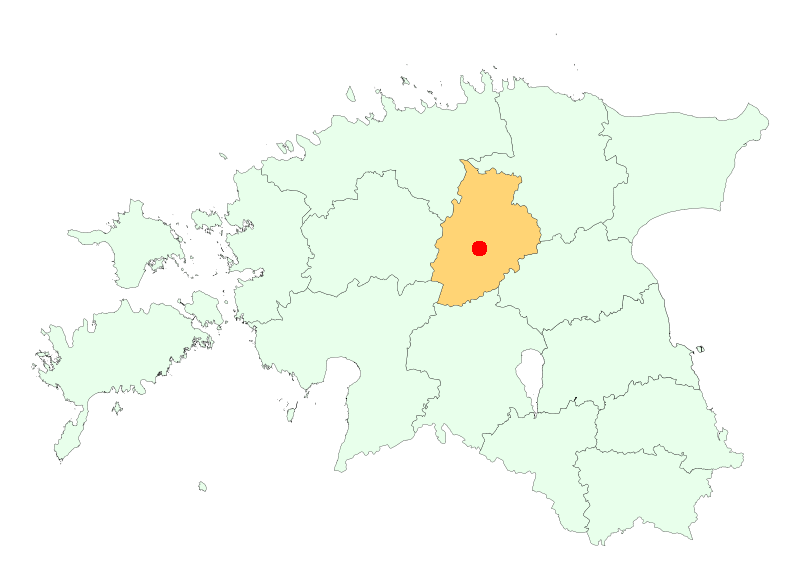
파이데의 위치

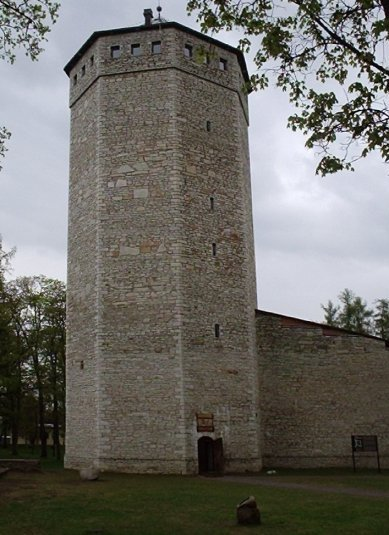
파이데 요새

파이데(에스토니아어: Paide, 독일어: Weißenstein 바이센슈타인[*], 폴란드어: Biały Kamień 비아위카미엔[*])는 에스토니아 얘르바 주의 주도로, 면적은 10.036km2, 인구는 8,868명(2012년 1월 1일 기준)이다. 1291년 9월 30일 리보니아 기사단에 의해 건설되었으며 현재는 리보니아 검의 형제 기사단이 새운 요새 유적이 남아 있다.

시기

## 자매 도시
- 독일 en:Annaberg-Buchholz
- 덴마크 en:Fredensborg-Humlebæk Municipality
- 스웨덴 하보
- 핀란드 하미나
- 체코 하비르조프
- 리투아니아 마제이캬이
- 우크라이나 페레야슬라우
- 라트비아 살두스
- 미국 웨스트민스터